# Wattmeter

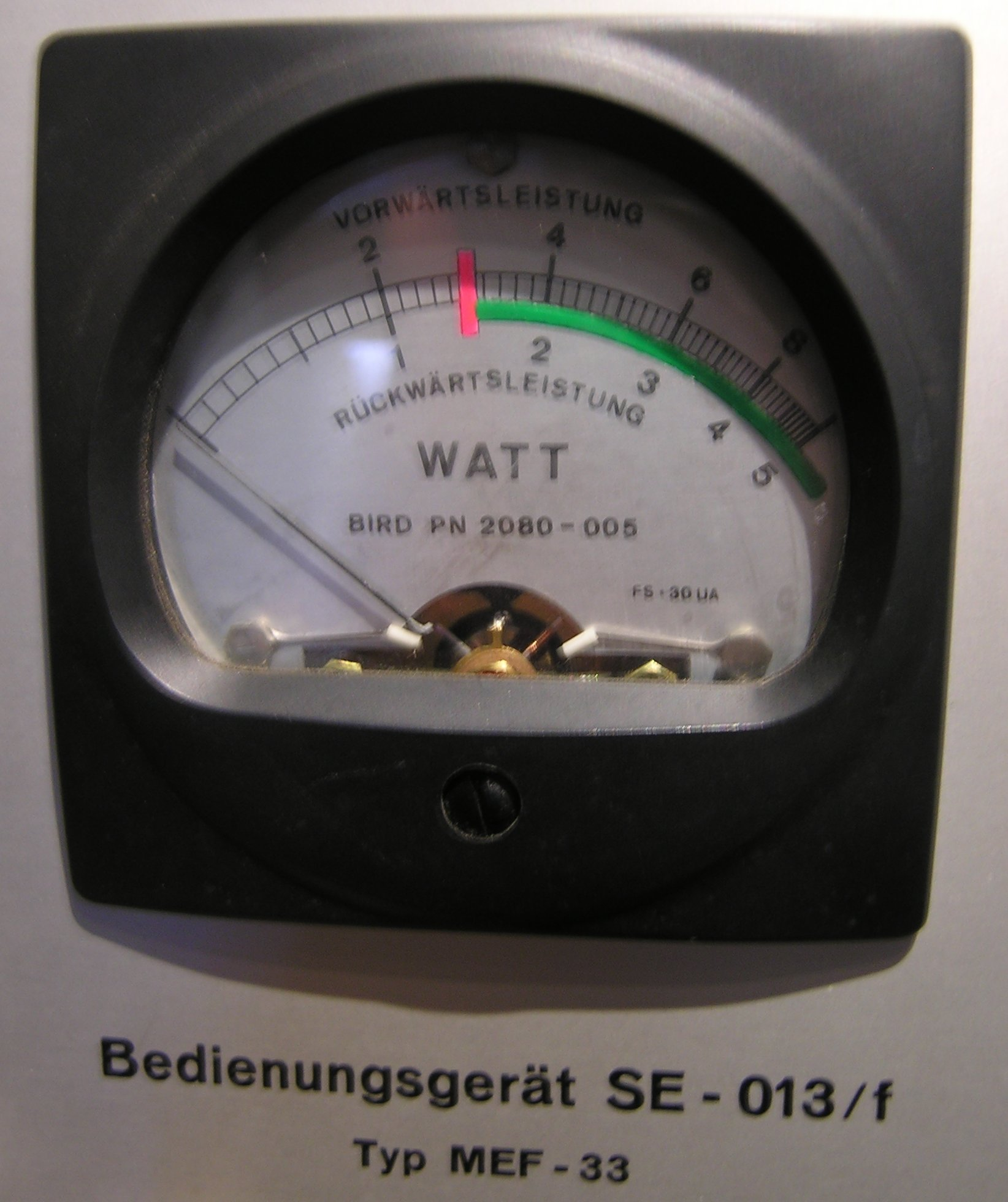
Wattmeter

Een Wattmeter is een analoog elektrisch meetinstrument dat gebruikt wordt voor het bepalen van het elektrisch vermogen (P). Het wordt ook wel elektrodynamische meter of vermogensmeter  genoemd.

## Opbouw
Een elektrodynamische wattmeter is opgebouwd uit een op een as bevestigd licht draaibaar spoeltje dat zich in een magnetisch veld bevindt van een elektromagneet. Aan het spoeltje is de meternaald bevestigd.
De wattmeter heeft twee paar aansluitingen: een paar voor het aansluiten van de spanning en een paar voor het aansluiten van de stroomkring. De spanningaansluitingen zijn eventueel via weerstanden om het meetbereik aan te passen, verbonden met het draaibare spoeltje. De stroomaansluitingen zijn rechtstreeks of parallel aan weerstanden (shunts om het meetbereik aan te passen) verbonden met de spoel van de elektromagneet. De spoelen zijn galvanisch gescheiden maar de spanning- en stroomaansluiting kan wel op een punt gecombineerd uitgevoerd zijn.

## Werking
Zodra er spanning op de meter wordt aangesloten en er een stroom loopt door de meter gaan er twee stromen vloeien. Eén stroom als gevolg van de aangesloten spanning en loopt door het draaibare spoeltje (de spanningsspoel), de aangesloten stroom vloeit (eventueel gedeeltelijk) door de elektromagneet (de stroomspoel). Hierdoor zullen er op het draaibare spoeltje elektromagnetische krachten (elektrodynamische krachten) worden uitgeoefend, waardoor deze gaat draaien. De tegenwerking wordt veroorzaakt door kleine veertjes op de as waarop het draaibare spoeltje is gemonteerd. De evenwichtsituatie die tussen de drijvende kracht van het magnetisch veld en de tegenwerkende kracht van de veertjes is een maat voor de te meten grootheid.

De veertjes zijn tegengesteld gewikkeld om de invloed van de temperatuur te beperken. Tevens dienen de veertjes voor de stroom doorgifte aan het draaibare spoeltje. De demping van de wijzer geschiedt door de verplaatsing van lucht (luchtdemping).
Een elektrodynamische Wattmeter heeft over het algemeen een hoog eigen verbruik en een regelmatige schaalverdeling. De elektrodynamische meter is niet richtinggevoelig en daarmee geschikt voor zowel gelijkspanning en -stroom als voor wisselspanning en -stroom.

## Actualiteit
Dit type meter wordt tegenwoordig niet meer gemaakt of gebruikt. De wattmeter is geheel vervangen door (digitale) elektronische versies. In een moderne wattmeter wordt de spanning (over de belasting) en stroom (door de belasting) gemeten en wordt het vermogen berekend waarbij rekening wordt gehouden met de golfvorm en de faseverschuiving. Het resultaat; (blind)vermogen en fasehoek, wordt digitaal weergegeven.